# Bořetice (district de Břeclav)
Pour les articles homonymes, voir Bořetice.
Bořetice (en allemand : Boretitz) est une commune du district de Břeclav, dans la région de Moravie-du-Sud, en République tchèque. Sa population s'élevait à 1 294 habitants en 2020.

## Géographie
Bořetice se trouve à 18 km au nord de Břeclav, à 37 km au sud-est de Brno et à 218 km au sud-est de Prague.

## Histoire
La première mention écrite de la localité date de 1222.